# 水鳥駅

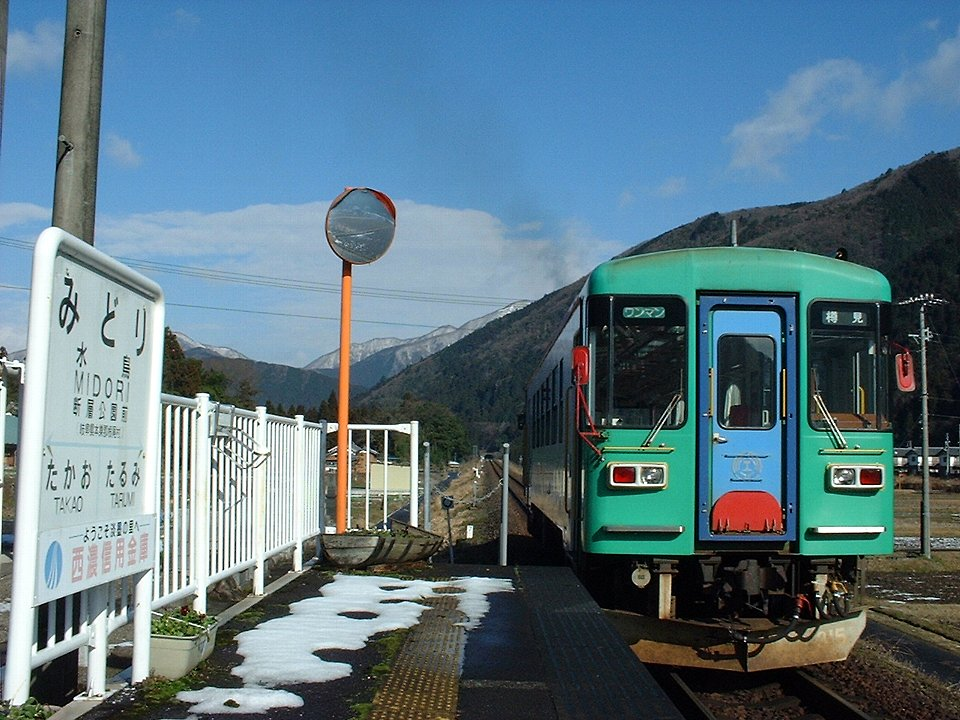
ホーム

水鳥駅（みどりえき）は、岐阜県本巣市根尾水鳥字下島にある、樽見鉄道樽見線の駅である。駅番号はTR18。

## 歴史
- 1989年（平成元年）3月25日：樽見鉄道樽見線神海駅 - 樽見駅間延伸時に開設[1]。
- 1991年（平成3年）10月18日：臨時列車やJR乗入列車停車に対応し、ホーム有効長を25mから110mへ延長[2]。

## 駅構造
単式ホーム1面1線を有する地上駅。
無人駅。ホーム上に小さな待合所が設置されている。また、駅入口付近に水洗便所がある。

## 駅周辺
- 根尾谷断層（特別天然記念物）：駅南側で通過する。樽見線建設中には、断層露頭の一部破壊が懸念された[3]。
  - 地震断層観察館・体験館[1]
- 安立神社：別名は水鳥宮。
- 国道157号[1]：根尾川対岸を通る。
- 岐阜県道255号根尾谷汲大野線
- 根尾川

### バス路線
岐阜県道255号線上に「水鳥宮前」停留所があり、以下の路線が発着する。
本巣市市営バス
- 根尾宇津志線
  - 根尾分庁舎前
  - 宇津志

## 隣の駅
樽見鉄道
■樽見線
高尾駅 (TR17) - 水鳥駅 (TR18) - 樽見駅 (TR19)